# 빙퇴석

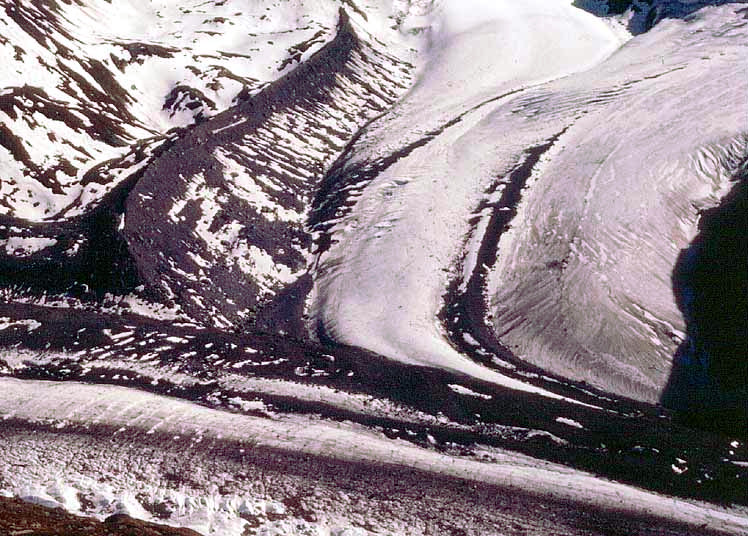
스위스 체르마트의 빙퇴석

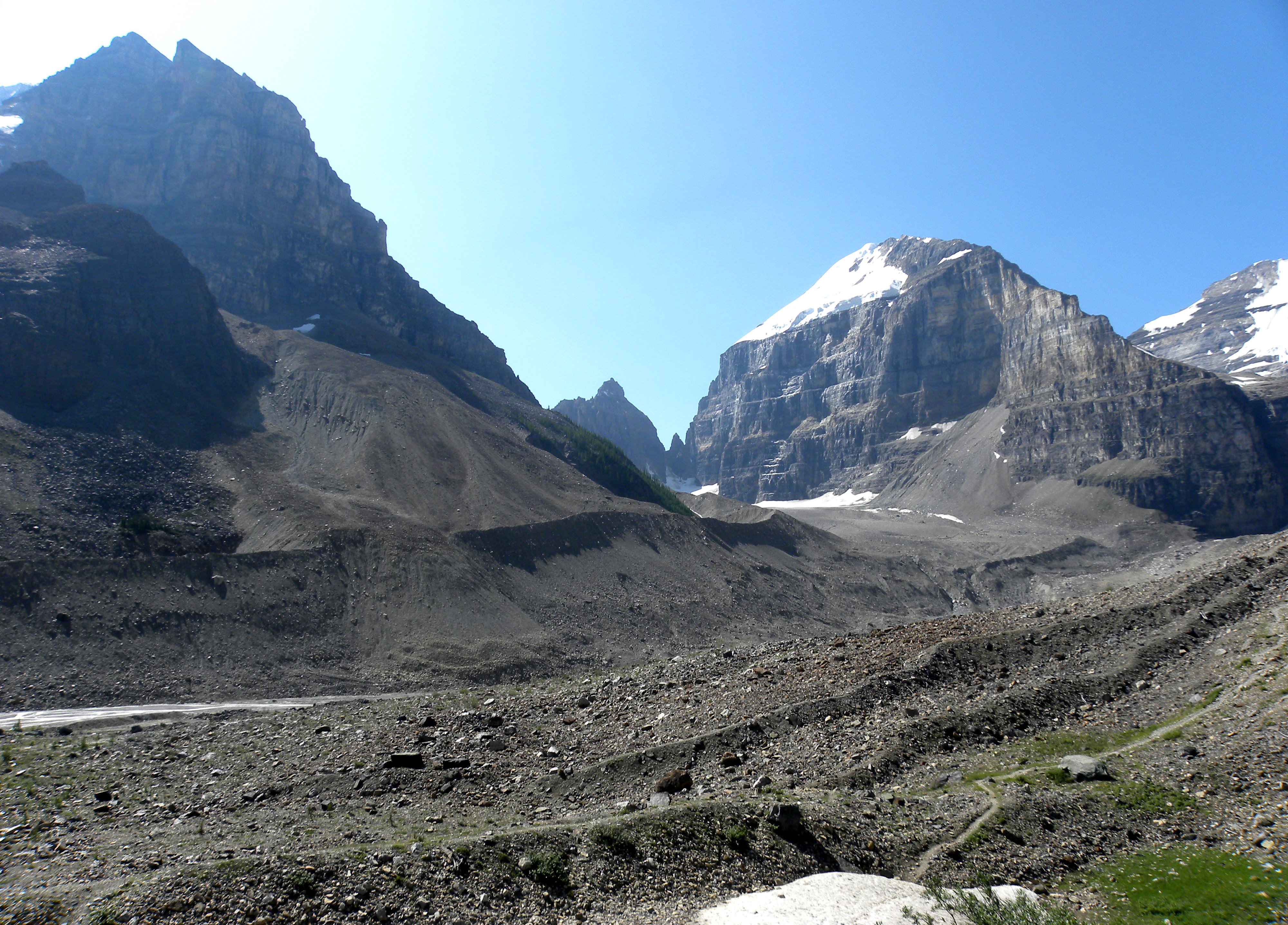
캐나다 앨버타주 루이스호의 빙퇴석

빙퇴석(氷堆石)  또는 모레인(영어: moraine)은 빙하가 골짜기를 깎으면서 운반해 온 암석·자갈 및 토사 등이 퇴적되어 만들어진 지형이다. 지형학상의 정의로는 돌무더기 모양의 지형을 가리킨다. 빙퇴석의 입자는 실트 모양의 것부터 거암까지 그 크기가 다양하다.
빙하가 골짜기를 따라 이동하면서 골짜기 측면에 퇴적시킨 빙퇴석을 측퇴석(側堆石, 영어: lateral moraine)이라고 하며, 둘 이상의 빙하가 전진하다가 합류하면서 합쳐진 측퇴석을 중앙퇴석(中央堆石, 영어: medial moraine)이라고 한다.
빙하의 말단부가 녹는 비율과 빙하가 전진하는 속도가 같을 때, 빙하의 맨 앞 끝부분에서 형성되는 빙퇴석을 종퇴석(終堆石, 영어: end moraine)이라고 하며, 빙하가 전진하는 속도보다 빨리 녹아서 후퇴하면서 쌓이는 퇴적층을 저퇴석(低堆石, 영어: ground moraine)이라고 한다. 저퇴석은 빙하의 아래 부분에서 퇴적된 것이다.
빙하의 후퇴 등에 의해 빙퇴석이 빙하와 떨어지면서 빙하와의 사이의 공간에 녹은 물이 고여 빙하호를 형성하는 경우가 있다. 빙하의 후퇴에 의하여 빙퇴석과의 사이에 형성된 빙하호는 빙퇴석의 붕괴에 의해 빙하호 붕괴 홍수를 일으킬 가능성이 있다. 실제로 네팔과 부탄에서 몇 차례 빙하호가 무너져 홍수가 발생하면서 하류에 사망자를 낸 피해가 있었기 때문에 빙하호의 수위를 낮추는 등 시급한 대책이 필요하지만 지형적, 경제적으로 좀처럼 대책이 진행되지 않는 것이 현실이다.

## 같이 보기
- 빙하
- 빙하기
- 히말라야산맥